# ルイ王朝
ルイ王朝（るいおうちょう）とは、ブルボン朝の別名である。この王朝には初代アンリ4世の長子ルイ13世以来、ルイの名が多いため誤用が生じたものがそのまま文化史の用語となったものである。おもに文化史の方面で使用される。

## 概要
ヴァロワ朝ではルネサンス文化が開花したが、それに続くブルボン朝では調和を重んじるルネサンス的美からの脱皮が図られた。すなわち「正方形」から「長方形」や「ひし形」、「円形」から「楕円形」といった風にルネサンス時代には「ゆがみ」だとされていたものに美を見出すようになった。バロック（ゆがんだ真珠）と呼ばれる文化である。
「太陽王」と呼ばれたルイ14世の頃には、バロック文化が頂点に達する。それを具現したのがヴェルサイユ宮殿である。このような美術において独自の文化が現れたと同時に、文学の分野でも新しいものが現れた。ジャン・ラシーヌ、ピエール・コルネイユ、モリエールと言った劇作家の登場である。彼等の戯曲は後のフランス文学のみならず、近代演劇の様式にも影響を及ぼすことになる。また、イタリア出身の音楽家ジャン＝バティスト・リュリによってオペラやバレエなどの音楽芸術が持ち込まれ、フランスの文化を豊かなものにしていった。
ルイ15世の頃には豪奢を極めた「バロック」から「典雅」を重んじた「ロココ」と呼ばれる様式が登場した。これは最後の貴族文化になる。またヴォルテールなどが中国の官僚制を称揚するなど中国や東洋への関心が高まり、シノワズリという文化も花開いた。
これらの文化は各国に伝播し、模倣されることになる。